# Cai cơ
Cai cơ (chữ Hán: 該奇, tiếng Anh: Battalion Commander), hoặc Quản cơ (管奇) thời Nguyễn, là một chức võ quan thời chúa Nguyễn và thời Nguyễn. Cai cơ đứng đầu một cơ.
Về phẩm tước, thời Nguyễn, Cai cơ trật Chánh tứ phẩm
Về cấp bậc, thời chúa Nguyễn, Cai cơ cao hơn Cai đội và thấp hơn Chưởng cơ. Thời Nguyễn, Cai cơ cao hơn Cai đội và thấp hơn Chưởng cơ, Lãnh binh, Vệ úy và Đốc binh.
Về số quân, thời chúa Nguyễn, một Cơ có khi gồm nhiều thuyền, có khi gồm nhiều đội. Số thuyền và số lính của mỗi cơ cũng không nhất định. Một cơ gồm từ 200 lên đến gần 3.000 lính. Thời Nguyễn, một Cơ gồm 10 đội, một đội nhiều hoặc ít hơn 50 lính. Một cơ gồm từ 500-600 lính.
Chức Cai cơ tương tự chức Tiểu đoàn trưởng hay Trung đoàn trưởng ngày nay nhưng vì số quân dao động từ vài trăm đến gần 3.000 lính, nên chức Cai cơ gần giống với trọng trách Battalion Commander hơn là chức Lieutenant Colonel (chức tương tự với chức Lãnh binh) tại Tây phương ngày nay.

## Các vị Cai cơ Việt nam nổi tiếng
Thời chúa Nguyễn và Nguyễn, các võ tướng thường được giao chức Cai Cơ rồi dần dần thăng chức như Lễ Thành Hầu Nguyễn Hữu Cảnh, Thoại Ngọc Hầu Nguyễn Văn Thoại và Đoan Hùng Quận Công Nguyễn Văn Trương.